# Somlószőlős
Somlószőlős (vyslovováno [šomlóséléš]) je vesnice v Maďarsku v župě Veszprém, spadající pod okres Devecser. Nachází se asi 9 km severozápadně od Devecseru. V roce 2015 zde žilo 671 obyvatel. Dle údajů z roku 2011 tvoří 86,3 % obyvatelstva Maďaři, 5,7 % Romové, 0,6 % Němci, 0,3 % Slováci a 0,2 % Rumuni, přičemž 13,7 % obyvatel se k národnosti nevyjádřilo.
Sousedními vesnicemi jsou Borszörcsök, Doba, Iszkáz, Kisszőlős, Somlójenő, Somlóvásárhely, Somlóvecse a Tüskevár, sousedním městem Devecser.
Název vesnice se skládá ze dvou částí: „Somló“ je název kopce, který se nad vesnicí vypíná. „Szőlős“ je součástí názvu mnoha maďarských vesnic a znamená „místo, kde jsou hrozny“.